# Соня Блю
Соня Блю (Sonja Blue) — персонаж одноимённого цикла романов американской писательницы Нэнси Коллинз, а также один из персонажей сеттинга «Мир Тьмы».

## Описание
Впервые Соня появилась в рассказе «Ночью в тёмных очках». Цикл рассказов вышел под эгидой White Wolf Publishing, действия происходят во вселенной Мира Тьмы.
Соня является вампиром, охотящимся на других вампиров. Согласно рассказам, Соня принадлежит к виду вампиров, называемых Энкиду, которые представляют элиту вампирского сообщества, нечто вроде аристократии. Соню обратили, когда ей было 16 лет, тогда она носила другое имя — Дениз Торн.
Героиня всё время борется с внутренним зверем — «Иным», представляющим собой совокупность инстинктов превращающих вампира в хищника, одолеваемого жаждой крови. «Иной» является демоном-симбионтом, который содержится в крови или слюне вампира. Убитый вампиром человек, заразившись достаточным количеством слюны или крови вампира, оживает, сам становясь вампиром. Далее «иной» подавляет личность носителя, замещая его. Как правило, личность носителя сразу уничтожается.
Трансформация Сони была неполной, поэтому её мозг не умер. Её вовремя доставили в больницу и после проведённой операции, оказалось, что она сохранила способности вампира, которые окончательно проявились к 24 годам, после этого она сохранила внешний вид именно в этом возрасте. Её организм переносит недостатки вампиров намного легче. Так, при солнечном свете, она не сгорает дотла, а лишь испытывает головную боль. Святая вода и серебро и вовсе не действуют на неё. И поскольку она не является мёртвым вампиром, её сила во много раз превосходит обычных вампиров, ровней ей могут считаться только очень древние вампиры. Соня не уверена, кем является на самом деле, потому как её личность всё же изменилась после обращения. Всячески борясь за свою человеческую натуру, она чаще всего пьёт кровь не из людей, а пользуется кровью приобретённой на чёрном рынке или донорской кровью из больницы.
Дабы сохранить человечность, Соня разрывается между тем, чтобы испытывать простые человеческие радости и тем, что может навлечь на близких беду. По характеру она замкнута, предпочитая скрывать свои чувства за завесой цинизма и чёрного юмора, и открываясь только перед стоящими людьми. Многие её сторонятся, в особенности это касается взрослых, однако дети с ней хорошо ладят.
Чтобы скрыть свои красные глаза, она носит солнцезащитные очки. Одеваться она предпочитает в уличном стиле, включающих в себя байкерскую экипировку и другую неделовую вариацию одежду.
Соня нашла своё призвание в убийстве вампиров и другой нечисти. Имея все способности вампира, но без недостатков, она обладает превосходством над теми, на кого охотится. Для убийства она чаще всего использует особый кинжал из серебра, украшенный рукояткой в виде дракона. Одержимость убийством нечисти не раз заставляла её быть жестокой, порой жертвуя невинными в достижении цели. Однако после таких инцидентов она раскаивалась. Не все рецидивы происходят от одолевающей её жажды крови, многие поступки продиктованы скорее человеческими качествами и недостатками, что делает её более противоречивым и многогранным персонажем.

## Отзывы и критика
Сама Нэнси Коллинз говорит, что была разочарована в Сумерках Стефани Майер, то как обошлись с жанром хоррор:

Я увидела что сотворили Сумерки с жанром тёмного фэнтези, который я любила. И я решила, что это то время, когда Соня Блю должна прийти вновь, чтобы восстановить вампиров на их правильную стезю как ужасающих существ ночи…— Статья Нэнси Коллинз Kill City: The Return of Sonja Blue

### Романы и рассказы
- Ночью в тёмных очках (англ.: Sunglasses After Dark) — 1989 г. Роман выиграл премию Horror Writers Association’s Bram Stoker Award и British Fantasy Society’s Icarus Award, был номинирован на Tiptree Award и John W. Campbell Memorial Award.
- Кровью! (англ.: In the Blood) — 1992 г.
- Окрась это в чёрное (англ.:Paint It Black) — 1995 г.
- Дюжина чёрных роз (англ.: «A Dozen Black Roses»/The World of Darkness: Vampire: A Dozen Black Roses) 1996 г.
- Darkest Heart 2002 г.
- Dead Roses for a Blue Lady, 2002 г.
- Knifepoint 2002 г.
- Cold Turkey — 1992 г.
- Tender Tigers — 2002 г.
- Вампир-повелитель для цыпочек-готов (англ.: Vampire King of the Goth Chicks: From the Journals of Sonja Blue) — 1998 г.
- Variations on a Theme — 1998 г.
- Some Velvet Morning — 2000 г.
- The Nonesuch Horror — 2002 г.
- Person(s) Unknown — 2002 г.[1][2]

### Комиксы
Sunglasses After Dark — комикс-адаптация 1995 года.

## Ролевая игра
Соня является одним из персонажей Мира Тьмы ролевого сеттинга Vampire: The Masquerade. Она принадлежит к клану вампиров вентру. Также она имеет несколько иллюстраций в артбуке за авторством Нила Геймана сеттинга Vampire: the Masquerade

## Факты
- Соня Блю — одна из сортов петуний[7]
- Существует японская музыкальная группа Sonja-Blue[8][9]